# Come Play
|  | Denne artikel er oprettet af botten Steenthbot ud fra en ekstern database. Den kan derfor have sproglige fejl eller mangler. Denne skabelon kan fjernes efter kontrol af indholdet. |

Come Play er en amerikansk spillefilm fra 2020 instrueret af Jacob Chase.

## Handling
Den autistiske dreng Oliver føler sig ensom og alene, fordi har svært ved at kommunikere med sine klassekammerater. I sin desperate søgen efter nærvær og venskab møder han et mystisk væsen ved navn Larry i en i efterladt tablet. Larry er også ensom og mangler en legekammerat. Men Larry vil ikke dele Oliver med andre…

## Medvirkende
- Azhy Robertson, Oliver
- Gillian Jacobs, Sarah
- John Gallagher Jr., Marty
- Winslow Fegley, Byron